# Heaven and Hell (musikalbum)
För musikgruppen, se Heaven and Hell (musikgrupp).
Heaven and Hell är ett heavy metal-album av Black Sabbath släppt i maj 1980. Ozzy Osbourne hade lämnat gruppen 1979 och för detta album hade man tagit in sångaren Ronnie James Dio. Det räknas av många kritiker och fans som det bästa Black Sabbath-albumet efter Ozzys avhopp. Bill Ward lämnade gruppen efter att skivan givits ut och ersattes av Vinny Appice.

## Låtlista
All musik är skriven och arrangerad av Geezer Butler, Ronnie James Dio, Tony Iommi, Bill Ward och alla texter är skrivna av Ronnie James Dio.
1. "Neon Knights" - 3:53
2. "Children of the Sea" - 5:34
3. "Lady Evil" - 4:26
4. "Heaven and Hell" - 6:58
5. "Wishing Well" - 4:08
6. "Die Young" - 4:45
7. "Walk Away" - 4:26
8. "Lonely Is the Word" - 5:52

## Bandmedlemmar
- Ronnie James Dio - sång
- Tony Iommi - gitarr
- Geezer Butler - elbas
- Bill Ward - trummor

Andra medverkande 
- Geoff Nicholls - keyboard

## Omslag
Skivans omslag "Three smoking angels" inspirerades av en målning av konstnären Lynn Curlee. Målningen i sin tur inspirerad av ett fotografi från 1928 föreställande tre rökande kvinnor i ett festtåg vid ett College.